# Пульхерия
Э́лия Пульхе́рия Авгу́ста (др.-греч. Αἰλία Πουλχερία, лат. Aelia Pulcheria; 19 января 399—453) — регент Византийской империи с титулом августы при своём младшем брате императоре Феодосии II в 414—421 годах. Вновь стала править империей (450—453 годы) после его смерти, взяв в мужья и сделав императором полководца Маркиана. 
Канонизирована церковью в лике благоверных за её борьбу с ересями, память 10 сентября (по юлианскому календарю).

## Происхождение и детство
Пульхерия родилась 19 января 399 года в семье византийского императора Аркадия и его жены Элии Евдоксии. За 4 года до её рождения Римская империя была поделена в 395 году между сыновьями Феодосия Великого, Аркадием и Гонорием. Аркадию досталась восточная часть Римской империи, которая получила в истории название Византия.
Мать Пульхерии происходила родом из франков, историк Филосторгий так характеризует эту женщину: «Эта супруга императора была совершенно чужда вялости своего мужа. Напротив, в ней было немало свойственной варварам отваги.» Уже в детстве Пульхерия проявила свой характер, взявшись за строгое воспитание младших сестёр Аркадии и Марины и брата Феодосия, унаследовавшего в возрасте 7 лет византийский трон в 408 году после смерти отца. Византийский двор превратился в подобие монастыря. О благочестивых нравах, установленных там Феодосием под влиянием сестры, с восторгом писал современник Сократ Схоластик: «В царском дворце он учредил порядок, подобный монастырскому: вставал рано утром и вместе со своими сестрами пел во славу Божию антифоны».
В 414 году, в 15-летнем возрасте, Пульхерия решительно отстранила от управления государством префекта Анфемия. 4 июля 414 года она была провозглашена августой, а сенат подтвердил её регентство над императором Феодосием. Одновременно Пульхерия дала обет безбрачия, посвящая свою девственность Богу. Вскоре были отчеканены монеты с её изображением. Разные источники свидетельствуют о том, что Пульхерия сама управляла империей, и управляла достойно.

## Во главе Византийской империи
Созомен так описал заботу Пульхерии о государственных делах:

«Приняв на себя заботы правления, Пульхерия римским миром управляла прекрасно и весьма благопричинно, делала хорошие распоряжения, скоро решала и излагала, что должно, старалась правильно говорить и писать на языках латинском и греческом, и славу всего, что делалось, относила к брату».

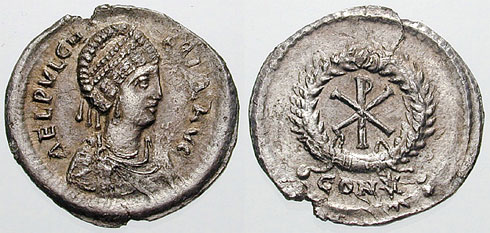
Серебряная византийская монета с портретом Пульхерии, отчеканенная ок. 420 года в Константинополе. На лицевой стороне надпись: AEL PVLCH-ERIA AVG (Элия Пульхерия Августа)

В правление Пульхерии обострились религиозные распри на востоке. В египетской Александрии в 415 году во время таких волнений толпой  фанатиков-христиан, принадлежавших к секте парабаланов, была растерзана женщина-математик и философ Ипатия. В Персидской державе началась резня христиан, после того, как епископ христиан в г. Сузе Авда разрушил один зороастрийский храм. В 420 году Византия вступила в войну с персами, успешно завершив её в 422 году подписанием договора, по которому христианам предоставлялась свобода вероисповедания в пределах государства Сасанидов.
7 июня 421 года император Феодосий вступил в брак с образованной и привлекательной дочерью философа из Афин Афинаидой, принявшей в крещении имя Евдокия. Именно Пульхерия нашла жену для своего царствующего брата, и с той поры её влияние на государственные дела начало ослабевать. Отойдя от государственных забот, Пульхерия посвятила все силы религиозной и благотворительной деятельности, одновременно сражаясь с Евдокией за влияние на императора.

## Борьба с Несторием
10 апреля 428 года в Константинополе по рекомендации Пульхерии был рукоположён новый архиепископ Несторий, который сразу же заявил: «Царь! Дай мне землю, очищенную от ересей, и я за то дам тебе небо; помоги мне истребить еретиков, и я помогу тебе истребить персов». Несторий начал гонения на священнослужителей различных ересей: ариан, новациан, македониан, аполлинаристов, но, чтобы привлечь их паству в свои храмы, путём якобы опровержения, а на деле, синтеза их воззрений в ходе своей реформы обрядов, которые он сделал приемлемыми для самых разных еретиков, сам создал, по выражению Иоанна Кассиана, «одну большую ересь».
В частности, новый архиепископ развил дискуссию об имени, которым следовало называть Богородицу Марию. Он отказывался называть Деву Марию именами, которых нет в Евангелиях, и предложил термин «христородица». Теологическим спором воспользовались соперники Нестория — будущий патриарх Прокл (434—447 гг.), александрийский епископ Кирилл, римский папа Целестин, по инициативе которого Римский собор в августе 430 осудил учение Нестория. Пульхерия, посвятившая себя культу Богородицы Марии, немедленно присоединилась к врагам Нестория, несмотря на то, что Нестория поддерживали Феодосий и Евдокия.
О личной вражде патриарха Нестория и Пульхерии есть свидетельство в византийской Суде. Несторий, будто бы, несмотря на приглашение его в Константинополь Пульхерией, обвинил Пульхерию перед императором в проституции, за что та воспылала к нему ненавистью.
В июне 431 года состоялся Третий Вселенский (Эфесский) собор, на котором Несторий не только отказался от своей ереси, но даже согласился оставить должность архиепископа — вопреки воле императора — и удалиться в монастырь. Историки и современники видели за этим усилия лично Пульхерии; её влияние и авторитет в церковных кругах как Византии, так и западной части Римской империи, сильно возросли.

## Опала и возвращение

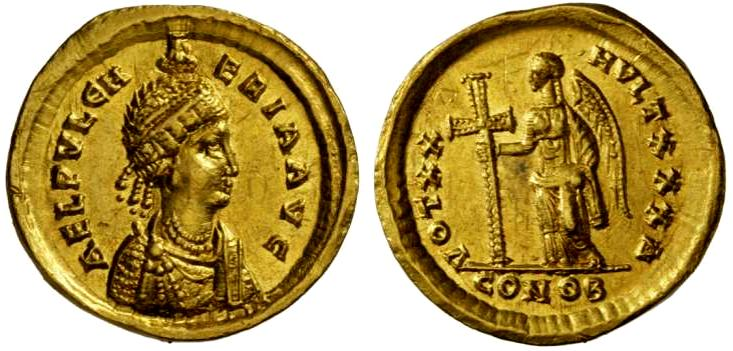
Монета с изображением Пульхерии

В 440-х годах большое влияние при византийском дворе приобрел евнух Хрисафий. Феофан так сообщает о его намерениях: «Нечестивый Хрисафий, с завистью смотревший на согласие Церквей, всемерно старался возмутить их… Но пока Пульхерия всем управляла, он не мог ничего сделать, и потому обратился к неопытной Евдокии».
Интригу Хрисафий направил против Пульхерии. Он подбил Евдокию просить императора, чтобы Пульхерия была посвящена в диакониссы, что удалило бы её от мирских дел. Патриарх Флавиан предупредил Пульхерию, и та скрылась в пригороде Константинополя (Евдомоне).
Хронист VII века Иоанн из Никиу, настроенный против Пульхерии, рассказывает про опалу Пульхерии другую историю. По его словам, она подготовила указ о переходе дворца и другого имущества императрицы Евдокии в собственность Пульхерии. Когда Феодосий собирался подписать его, то заметил приписку, что его жена должна стать рабыней Пульхерии. Это так разгневало императора, что он отослал сестру и приказал патриарху посвятить её в диакониссы. Более поздний хронист Феофан, прославляющий деяния Пульхерии, превращает историю о рабстве императрицы в шутку: «Между прочим премудрая Пульхерия раз предложила ему [Феодосию] бумагу об отдаче ей в рабство супруги его, Евдокии, которую он не читавши, подписал, за что потом она укоряла его».
Однако вскоре и сама Евдокия оказалась в опале, заподозренная мужем в супружеской неверности (см. статью Евдокия). В 443 году Евдокия удалилась жить в Иерусалим, a Пульхерия вернулась по просьбе Феодосия во дворец. Хрисафий позднее был выдан по приказу Пульхерии своему кровнику и убит.
Согласно церковной истории греко-православной традиции (с чем согласна и церковная история нехалкидонской древневосточной христианской традиции, все церкви которой также анафематствуют Евтихия), после победы над несторианством возникла новая ересь, учение архимандрита Евтихия об отрицании человеческого начала в Христе (монофизитство), осуждённое на поместном соборе в Константинополе под председательством Флавиана. Церковная история нехалкидонской традиции не считает докетическое учение Евтихия имеющим отношение к миафизитству. По жалобе Евтихия в 449 году собрался Второй Эфесский Собор, позднее заклеймённый «Разбойничьим», который низложил патриарха Флавиана и оправдал Евтихия в той части, в которой он защищал учение Кирилла Александрийского. Римский папа Лев I слал многочисленные письма в адрес Феодосия и Пульхерии с просьбами воспрепятствовать действиям сторонников Евтихия и (хотя и не разделявшего докетизм последнего, но и не осудившего его) патриарха Александрийского Диоскора, однако император разделял позицию Диоскора и не прислушался к мнению папы римского. Ситуация разрешилась только после гибели Феодосия в июле 450 года при его неудачном падении с лошади.

## Византийская царица
Феофан так рассказывает о событиях после смерти Феодосия:

«Между тем блаженная Пульхерия, пока никто еще не знал о смерти императора, послала за Маркианом, мужем сколько умным столько же и скромным, притом уже довольно пожилых лет и способным к делам, и когда он явился к ней, сказала ему: „Так как император скончался, то я избираю тебя из всего сената, как достойнейшего прочих. Дай мне слово, что ты уважишь девство мое, которое обещала я Богу, и я провозглашу тебя царем“».

Сын фракийского пастуха Маркиан, женившись на 51-летней Пульхерии, стал византийским императором 25 августа 450 года. Чтобы подтвердить свою легитимность в Западной империи, он совместно с Пульхерией созвал в октябре 451 года Халкидонский собор, на котором были осуждены решения Разбойничьего Эфесского собора.
В Константинополе Пульхерия построила 3 храма: Влахернская церковь, монастырь Панагии Одигитрии и святилище Халкопратии, куда поместила христианские реликвии. Согласно Никифору Каллисту, Пульхерия в Халкопратейском храме положила пояс Пресвятой Богородицы, принесённый из Палестины в Константинополь ещё при Аркадии; в храме Одигитрии поставила икону с портретом Богоматери; во Влахернский пожертвовала погребальные пелены Богоматери, присланные из Иерусалима архиепископом Ювеналием.
Пульхерия скончалась в 453 году, завещав всё своё имущество бедным. Признана святой в западной и восточной церквях, день памяти — 10 сентября в католической и православной (греческая царица Пульхерия) церквях, 7 августа в восточных календарях.

## Образ в искусстве
Пьер Корнель посвятил Пульхерии одноимённую трагедию (1672).
Пульхерия показана в историческом фильме «Аттила — завоеватель» (США, 2001 г.), где эту роль исполнила Джанет Хенфри.